# نهاد سيريس
نهاد سيريس (1950-) روائي وكاتب سوري من مواليد حلب، درس الهندسة المدنية في بلغاريا وحصل على شهادة الماجستير في العام 1976 ليعود بعدها إلى مدينته الأم ليمارس هذه المهنة. بدأ نشاطه الأدبي بشكل فعلي في بدايات الثمانينات من القرن العشرين حيث ألَّف عدداً من الروايات والمسرحيات والدراما التلفزيونية وتدور معظم كتاباته حول مدينة حلب وتاريخها والعلاقات الاجتماعية التي تحكم سكانها ويعتبر أول من أشاع اللهجة الحلبية في أعمال الدراما السورية.

## الأعمال الروائية
- السرطان: صدرت هذه الرواية لأول مرة عام 1987، وهي تتحدث عن عبد الله الذي عاد من بلد الاغتراب حيث أصيب بمرض عضال. انها رواية عن الأصالة والحنين إلى الطفولة وموقف من الذات والعالم.
- رياح الشمال - سوق الصغير: صدرت هذه الرواية عام 1989، وهي رواية ملحمية عن الحرب العالمية الأولى وعن وعي الذات بعد قرون من الاستعمار العثماني التركي. كما ترصد الرواية أحداث الحرب وفق رؤية شخصياتها المنتمين إلى مدينة حلب وترصد تفتح الوعي القومي والتنويري في تلك الفترة. انها ترسم حياة الناس والجوع والحرمان عبر قصة ثلاثة شبان يساقون إلى جبهات الحرب المختلفة فتحدد الحرب مصير كل واحد منهم بشكل مختلف عن الآخر.
- الكوميديا الفلاحية:صدرت عام 1990. تحكي هذه الرواية عن العشائر التي تهجر الصحراء بسبب الصراعات القبلية فتسكن محيط مدينة حلب في حي البداوة. يقوم هؤلاء الناس بغزو المدينة والتأثير فيها فتنتقل عدوى البداوة منهم إليها فتعود روح القبيلة لتسود المجتمع على حساب المجتمع المدني.
- رياح الشمال:انها الجزء الثاني من ثلاثية رياح الشمال وقد صدر عام 1993 بحلب. تتابع الرواية في هذا الجزء تطور شخصياتها التي عرفناها في الجزء الأول.
- حالة شغف: صدرت عام 1998 في بيروت. ترصد الرواية عالم النساء والطرب النسائي في المدينة خلال ثلاثينيات هذا القرن وتفصل في ظاهرة بنات العشرة. انها رواية مشوقة عن حالة شغف بامرأة أصابت الرجال والنساء على السواء. حالة شغف بامرأة ثم شغف بالحكاية تنتقل بعد ذلك إلى القارئ.
- الصمت والصخب: صدرت عام 2004 عن دار الآداب في بيروت. ترصد الرواية أربعاً وعشرين ساعة من حياة بطلها «فتحي شين» الذي تعرض لقمع السلطات لأنه رفض الاشتراك في الدعاية للزعيم ففرض عليه الصمت. الصمت هو صمت البطل بينما الصخب هو صخب الشارع الذي يهتف للديكتاتور. صدرت هذه الرواية بالألمانية عام 2008 عن دار لينوس Lenos السويسرية بعنوان Ali Hassans Intrige
- خان الحرير:هي الرواية الأصل للمسلسل التلفزيوني السوري خان الحرير. صدرت عام 2004.

## الدراما التلفزيونية
- خان الحرير - الجزء1 :صور هذا المسلسل وعرض في بداية عام 1996. تدور أحداث المسلسل في فترة الخمسينيات من تاريخ سورية حين حدث صراع سياسي خطير أدى في النهاية إلى الوحدة السورية المصرية. يصور المسلسل الحياة الاجتماعية والاقتصادية والسياسية في تلك الفترة وتحتل الصراعات الاجتماعية والقصص العاطفية مكاناً كبيراً فيه، وقد ترجم المسلسل إلى الإنكليزية والفارسية والألمانية.
- الثريا:عرض هذا المسلسل الضخم في بداية عام 1997 وحظي أيضاً بشعبية كبيرة ونال الجائزة الفضية في مسابقة الأعمال الاجتماعية في مهرجان القاهرة للمسلسلات والبرامج التلفزيونية في نفس العام. يرصد المسلسل حياة أسرة باشا من أصول تركية عشية وصبيحة خروج العثمانيين من سورية ثم دخول الفرنسيين. يعتبر المسلسل ملحمة عن البطولة الفردية والعشق فيرصد قصة حب نادرة بين ثريا ابنة الباشا وأحد قطاع الطرق المناوئين للأتراك. يرصد أيضاً بدايات التنوير في المجتمع السوري.
- خان الحرير - الجزء 2: عرض عام 1998. يفصل هذا المسلسل الأوضاع في سورية في عهد الوحدة السورية المصرية وتأثيرها على مصائر الشخصيات التي تكلم عنها الجزء الأول. تستمر أحداث المسلسل حتى يوم الانفصال عن مصر وانفراط عقد الوحدة. يحاول المسلسل البحث عن سبب الانفصال وتحديد المسؤول عنه بجرأة.
- الخيط الأبيض:مسلسل من ثمانية وعشرين حلقة صور وعرض على المحطات الفضائية عام 2004. يحكي المسلسل عن البرامج الحوارية في التلفزيون وعن حرية التعبير.
- الملاك الثائر - جبران خليل جبران:أول مسلسل درامي عن حياة الشاعر والفيلسوف والرسام اللبناني جبران خليل جبران. يرصد المسلسل البيئة والاسرة التي ولد ونشأ فيهما جبران ثم هجرته إلى أميركا حتى بداية شهرته كرسام وشاعر. عرض المسلسل عام 2007.

## دراما الأطفال
- اللغز 1994
- قضية تمام 1999

## المسرح
- بيت الألعاب (صانع القوانين)
- ليل الضرة
- البيانو